# Victor Ulloa
Victor Ulloa (Wylie, 4 maart 1992) is een Amerikaans voetballer die bij voorkeur als middenvelder speelt. Hij stroomde in 2011 door vanuit de jeugd van FC Dallas.

## Clubcarrière
Ulloa tekende vanuit de jeugdopleiding van FC Dallas op 20 juli 2010 een contract bij het eerste team. Op 23 oktober 2011 maakte hij tegen San Jose Earthquakes zijn competitiedebuut voor Dallas. Vervolgens kwam hij twee seizoenen achter elkaar niet in actie voor Dallas, maar in het seizoen in 2013 stond hij toch weer regelmatig op het veld.
2 Munjoma ·
3 Martínez ·
4 Bressan ·
5 Quignón ·
6 Cerrillo ·
7 Obrien ·
8 Acosta ·
9 Ferreira ·
10 Ricaurte ·
11 Schön ·
12 Hollingshead ·
14 Burgess ·
16 Pepi ·
17 Vargas ·
18 Servania ·
19 Pomykal ·
20 Maurer ·
21 ElMedkhar ·
22 Twumasi ·
24 Hedges ·
25 Smith ·
26 Nelson ·
28 Redžić ·
29 Jara ·
30 Zobeck ·
31 Sealy ·
32 Che ·
80 Hernandez ·
99 Megiolaro ·
Coach: Gonzalez
· Assistent-coach: Luccin